# Intendente de la región de Antofagasta
El Intendente de la Región de Antofagasta fue la autoridad designada por el presidente de la República para ejercer el gobierno de la Región de Antofagasta, Chile, como su representante natural e inmediato en dicho territorio. Además participaba en la administración de la región, como órgano que integraba el Gobierno Regional de Antofagasta.

## Historia
El antecesor directo del cargo de intendente regional de Antofagasta es la figura del Intendente de la Provincia de Antofagasta. Durante el proceso de regionalización iniciado en 1975, la antigua provincia de Antofagasta fue transformada en la actual Región de Antofagasta.
Una reforma constitucional del año 2017 dispuso la elección popular del órgano ejecutivo del gobierno regional, creando el cargo de gobernador regional y estableciendo una delegación presidencial regional, a cargo de un delegado presidencial regional, el cual representa al poder ejecutivo y supervisa las regiones en conjunto a los delegados presidenciales provinciales. Tras las primeras elecciones regionales en 2021, y desde que asumieron sus funciones los gobernadores regionales y delegados presidenciales regionales, el 14 de julio de 2021, el cargo de intendente desapareció en dicha fecha mencionada, siendo Rodrigo Saavedra Burgos su  último titular.

## Intendentes de la Región de Antofagasta (1975-2021)
| Intendente/a             | Partido | Partido | Período                                       | Presidente/a | Presidente/a            |
| ------------------------ | ------- | ------- | --------------------------------------------- | ------------ | ----------------------- |
| Carol Urzúa Ibáñez       |         | Militar | 1975 - 1976                                   |              | Augusto Pinochet        |
| Blas Espinoza Sepúlveda  |         | PS      | 11 de marzo de 1990 - 11 de marzo de 1994     |              | Patricio Aylwin Azócar  |
| César Castillo Lilayu    |         | PDC     | 11 de marzo de 1994 - 11 de marzo de 2000     |              | Eduardo Frei Ruíz-Tagle |
| Alfonso Dulanto Rencoret |         | Ind-PDC | 11 de marzo de 2000 - 7 de enero de 2002      |              | Ricardo Lagos Escobar   |
| Jorge Molina Cárcamo     |         | PPD     | 7 de enero de 2002 - 11 de marzo de 2006      |              | Ricardo Lagos Escobar   |
| Marcela Hernando Pérez   |         | PPD     | 11 de marzo de 2006 - 19 de diciembre de 2007 |              | Michelle Bachelet       |
| Cristián Rodríguez Salas |         | PPD     | 19 de diciembre de 2007 - 11 de marzo de 2010 |              | Michelle Bachelet       |
| Álvaro Fernández Slater  |         | Ind.    | 11 de marzo de 2010 - 24 de abril de 2012     |              | Sebastián Piñera        |
| Pablo Toloza Fernández   |         | UDI     | 24 de abril de 2012 - 12 de agosto de 2013    |              | Sebastián Piñera        |
| Waldo Mora Longa         |         | Ind.    | 12 de agosto de 2013 - 11 de marzo de 2014    |              | Sebastián Piñera        |
| Valentín Volta Valencia  |         | PDC     | 11 de marzo de 2014 - 11 de noviembre de 2016 |              | Michelle Bachelet       |
| Arturo Molina Henríquez  |         | PDC     | 7 de diciembre de 2016 - 11 de marzo de 2018  |              | Michelle Bachelet       |
| Marco Antonio Díaz       |         | RN      | 11 de marzo de 2018 - 18 de octubre de 2019   |              | Sebastián Piñera        |
| Edgar Blanco Rand        |         | RN      | 22 de octubre de 2019 - 6 de enero de 2021    |              | Sebastián Piñera        |
| Rodrigo Saavedra Burgos  |         | RN      | 12 de enero de 2021 - 14 de julio de 2021     |              | Sebastián Piñera        |